# Шляйхер, Курт фон
Курт Фердинанд Фридрих Герман фон Шля́йхер (нем. Kurt Ferdinand Friedrich Hermann von Schleicher; Kurt von Schleicherо файле, (7 апреля 1882, Бранденбург-ан-дер-Хафель — 30 июня 1934, Нойбабельсберг) — рейхсканцлер Германии с декабря 1932 по январь 1933 года, предшественник Гитлера на этом посту и, таким образом, последний глава правительства Веймарской республики.

## Биография

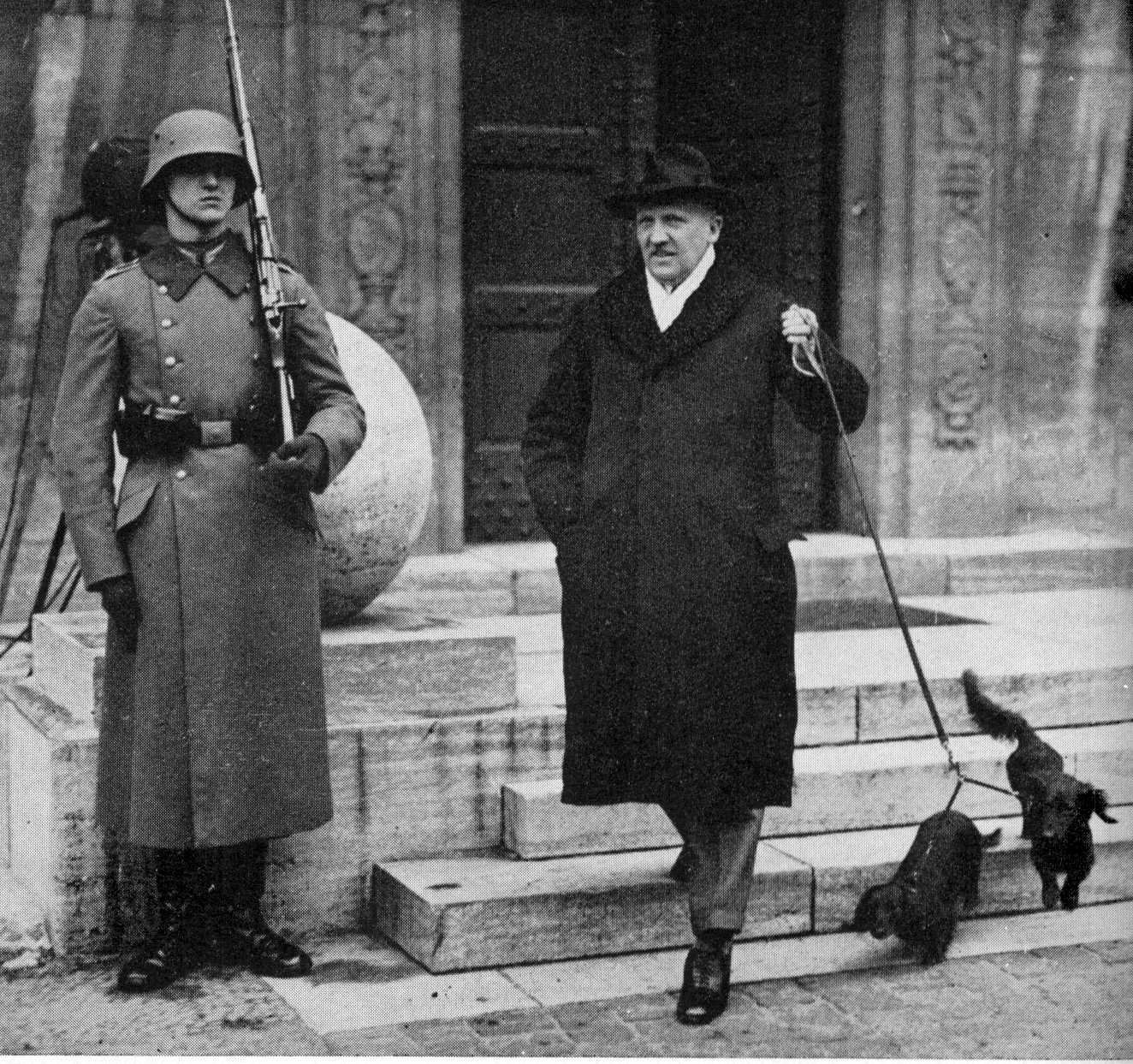
Курт фон Шляйхер на выходе из военного министерства вскоре после своей отставки с поста рейхсканцлера. Февраль 1933 года

Из семьи военных. Участник Первой мировой войны. Начальник штаба 237-й дивизии на Восточном фронте с 23 мая 1917 года по середину августа 1917 года во время наступления Керенского.
Генерал, сделал карьеру в рейхсвере в 1920-е годы, служил связующим звеном между армией и политиками Веймарской республики. Участвовал в интригах, благодаря сильным связям в абвере (службе, структурно входившей в военное ведомство, и руководимой в 1929—1932 гг. его соратником Фердинандом фон Бредовым) собирал информацию обо всех видных политиках, был весьма осведомлённым человеком. Придерживался консервативных «прусских» взглядов на армию и государство, активно участвовал в тайной ремилитаризации страны, однако в отношении экономики придерживался более либеральных взглядов. С 1930 года знакомый с Оскаром Гинденбургом играл большую политическую роль; благодаря влиянию на президента Пауля фон Гинденбурга способствовал формированию кабинетов Генриха Брюнинга, а затем Франца фон Папена, своего друга и сослуживца. Был при Папене военным министром. Поскольку правительство Папена было сформировано президентским декретом и не имело сколько-нибудь прочной поддержки депутатов, что отразилось на его низкой эффективности, Шляйхер убедил президента сместить Папена и назначить главой правительства его самого.
На посту рейхсканцлера, который он занимал менее двух месяцев, продолжал политику перевооружения Германии, планировал восстановить воинский призыв к 1934 году, вместе с тем вёл подготовку широкой программы общественных работ. Однако Шляйхер не получил поддержки рейхстага, несмотря на отчаянные попытки создать коалицию (так называемый кверфронт) из католической Партии Центра, социал-демократов и относительно умеренных левых нацистов группы Г. Штрассера (ему был обещан пост вице-канцлера). Шляйхер умудрился быстро поссориться с германским истеблишментом — промышленников и землевладельцев оттолкнули его левые настроения и отказ выполнить обещание поднять тарифы на импорт сельскохозяйственной продукции. «Добил» его положение конфликт с Оскаром Гинденбургом; точная причина не ясна; по мнению историков, канцлер едко пошутил об обстоятельствах выкупа их родового поместья Нойдек в 1927 году. В результате заговора Папена, желавшего вернуть себе пост канцлера, и Ялмара Шахта с Гинденбургом, прислушивавшимся к мнению сына и учитывавшим недовольство землевладельцев, называвших генерала «аграрным большевиком», Шляйхер был смещён со своего поста, а на его место назначен Гитлер (30 января 1933).
Застрелен по приказу Гитлера во время Ночи длинных ножей вместе со своей женой Элизабет. Трупы на вилле Шляйхеров в Нойбабельсберге обнаружила 16-летняя дочь. Как рассказывала потом повариха, она привела к нему в кабинет двух мужчин в штатском. Один из них спросил: «Вы генерал фон Шляйхер?» Услышав утвердительный ответ, они выстрелили: сначала — в Шляйхера, затем — в его жену, выбежавшую на звук выстрелов.
Основными событиями «Ночи» были расправы с руководителями СА, но Гитлер велел заодно убить также нескольких своих политических врагов, к СА не имевших отношения. Он подозревал Шляйхера (возможно, небезосновательно) в попытках реставрации монархии Гогенцоллернов. Версия о связи между Шляйхером и Рёмом даже не рассматривалась ввиду её очевидной нелепости: Шляйхер испытывал такую сильную неприязнь к Рёму, что даже не пытался скрывать этого.
После убийства Шляйхера организаторы «Ночи длинных ножей» опасались мести со стороны военных. Однако фон Райхенау развеял их страхи, издав коммюнике:
За последние недели было установлено, что бывший военный министр, генерал в отставке фон Шляйхер поддерживал контакты с враждебными государству кругами штурмовиков и иностранными державами. Было доказано, что он своими высказываниями и действиями выступал против нашего государства и его руководства. Этот факт определил необходимость его ареста в ходе проводившейся чистки. В момент задержания сотрудниками уголовной полиции Шляйхер попытался оказать сопротивление, применив оружие. В ходе возникшей перестрелки генерал в отставке и его вмешавшаяся жена были смертельно ранены.
Впоследствии Г. Геринг утверждал, что хотел только арестовать Шляйхера, однако его опередила команда гестапо.

## Образ в кино
- 1967 — Путч Рёма[нем.] / Der Röhm-Putsch (ФРГ) режиссёр Гюнтер Греверт[нем.], в роли генерала Курта фон Шляйхера — актёр Фриц Штраснер[нем.]
- 2003 — Гитлер: Восхождение дьявола / Hitler: The Rise of Evil (Канада-США) режиссёр К. Дюгей, в роли генерала Курта фон Шляйхера — актёр Кристофер Эттридж.